# Maso Di Banco

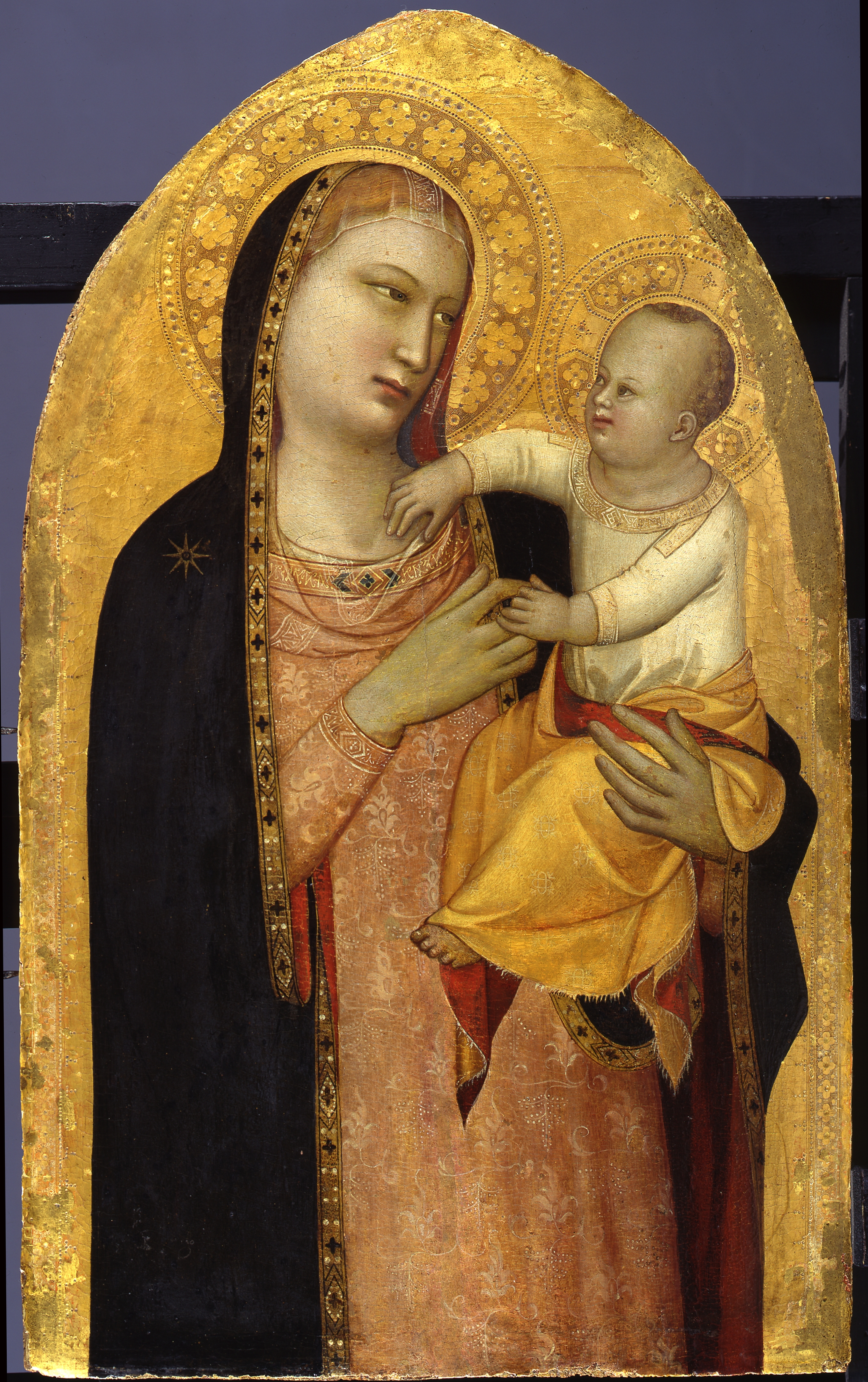
Maso di Banco, Maria mit dem Kind, Tafelbild, 1335-36, Staatliche Museen zu Berlin, Gemäldegalerie.

Maso di Banco (? — 1348) foi um pintor italiano do século XIV, que trabalhou em Florença. Seu estilo foi influenciado por Giotto di Bondone.
Sua obra mais importante, o afresco do Julgamento Final da Família Bardi (rica família de banqueiros de Florença), que está no mesmo túmulo da família, se encontra na Basílica de Santa Cruz, em Florença.  